# Abdelkader Mazouzi
Abdelkader Mazouzi, né le 10 septembre 1953, est un homme politique algérien. Membre du Front de libération nationale, il fut député de la première circonscription électorale de la wilaya d'Adrar.